# Война на крал Джордж
Войната на крал Джордж (1744–1748) е името, дадено на операциите в Северна Америка, които формират част от Войната за австрийското наследство (1740–1748). Тя е 3-та от 4 Англо-френски войни в Северна Америка.
Води се главно в британските провинции Ню Йорк, Масачузетс, Ню Хампшър и Нова Скотия. Единственото ѝ успешно голямо мащабно действие е голяма експедиция, организирана от масачузетския губернатор Уилям Шърли, която успешно обсажда френската крепост Луибург през 1745 г.
Договорът от Аахен, с който приключва войната, от 1748 г. възстановява Луибург на Франция и не разрешава големи териториални въпроси.